# Алберико да Романо
Алберико да Романо (на италиански: Alberico da Romano, Alberico II; * 1196, замък Сан Дзеноне, провинция Тревизо, † 26 август 1260, екзекутиран в Сан Дзеноне дели Ецелини, провинция Тревизо) е италиански кондотиер и трубадур. Той е подест на Виченца от 1227 г. и на Тревизо от 1240 до 1257 г. Той е меценат и поет на окситански език.

## Биография
Произлиза от фамилията „Да Онара“, наречена по-късно „Да Романо“. Той е вторият син на Ецелино II да Романо († 1235), господар на Басано, и четвъртата му съпруга Аделаида дегли Алберти ди Мангона, родом от Тусция, дъщеря на Алберто IV, граф на Магнона при Прато, и на Емилия Гуиди. Брат е на Ецелино III да Романо и на Куница да Романо.
Алберико да Романо е отлъчен от църквата през 1258 г. и екзекутиран на 26 август 1260 г. при Тревизо.

## Фамилия
Първи брак: през 1235 г. с Беатриче, благородничка от Виченца. Те имат вероятно 5 или 6 деца:
- Аделаида († 1251), омъжена през 1235 г. за Риналдо I д’Есте († 1251)
- Ецелино († 1243), убит във войната
- Алберико
- Романо
- Уголино
- Джовани.

Втори брак: с Маргерита. Те имат 3 деца:
- Гризелда
- Торналискае
- Амабилия